# Suliasi Vunivalu
Suliasi Vunivalu (Suva, Fiyi, 27 de noviembre de 1995) es un jugador profesional fiyiano-australiano de rugby que se desempeña en la posición de wing derecho en Queensland Reds, equipo perteneciente a la liga Súper Rugby.

## Carrera
En 2015, Vunivalu se unió al equipo Melbourne Storm (2015-2020), después pasó a Queensland Reds, donde lleva jugando cuatro temporadas. También es parte de la Selección de rugby de Australia.